# 6100 Kunitomoikkansai
6100 Kunitomoikkansai (1991 VK4) là một tiểu hành tinh vành đai chính được phát hiện ngày 9 tháng 11 năm 1991 bởi A. Sugie ở Đài thiên văn Dynic.